# 南紀派
南紀派（なんきは）とは、江戸時代後期に13代将軍徳川家定の後継を巡る安政の将軍継嗣問題において、紀州徳川家の徳川慶福（後の14代将軍徳川家茂）を将軍継嗣に推した一派。

## 概要
徳川家定は病弱で、当時若年にもかかわらず長命や嗣子誕生は絶望視されていた。自然後継者問題が勃発するが、家定の近親であることを重視して紀伊藩主徳川慶福を推したのが南紀派である。
井伊直弼を筆頭とし、会津藩主・松平容保、高松藩主・松平頼胤ら溜間詰の大名や老中松平忠固、紀州徳川家付家老水野忠央、御側御用取次平岡道弘・薬師寺元真、大奥などに支持された。国内政策では幕府独裁の継続、外交政策では開国路線の継続を指向した（ただし一橋派にも開国志向の大名は島津斉彬など多数いた）。一橋慶喜（後の15代将軍徳川慶喜）を担ぎ上げた一橋派と対立した。
これまで将軍の嫡男に問題があって後継者問題が起こったことは何度もあったが、9代徳川家重・13代徳川家定と「能力より血統優先」の選定がなされてきたので「祖法第一」とする保守派に血統重視論は受けがよかった（慶福の父は12代将軍徳川家慶の弟で家定と慶福は従兄弟だが、慶喜の場合は初代将軍の徳川家康まで遡らなければ家定と血縁が繋がらない、庶民なら他人同然の状態であった）。水野の場合は紀州の家老なので紀州藩主を将軍とするために運動するのは自然なことであった。大奥については、海音寺潮五郎によるとまず一橋慶喜の父徳川斉昭が倹約家かつ色好みとして知られていたので大奥では不人気であり、その一方徳川慶福が大変な美少年で大奥で人気だったことが大奥が南紀派に付いた大きな要因であるという（海音寺「西郷隆盛」朝日文庫）。また当の家定の意向も「自分は三十代で男子誕生の可能性もあるのに『養子を決めろ、早く決めろ、時局柄年長で英明な将軍が望まれる』などと一橋派が騒ぐのは『今の将軍は暗愚で病弱で短命で子作り能力がない』というのも同然ではないか、まして福井藩や正室の実家の薩摩藩などがそういうことを言うのはけしからぬ、仮に今養子を決めるとしても慶喜は自分と年が近すぎる」と考え南紀派寄りであったという（久住真也「幕末の将軍」講談社、2009年、P103-104）。
徳川斉昭を中心とし、一橋慶喜（後の15代将軍徳川慶喜）を担ぎ上げた一橋派と対立したが、井伊直弼が大老となることでこれを退け、徳川慶福が将軍後継者となり、家定の死後14代将軍家茂となった。家定の死の前後に井伊が一橋派の諸侯や志士を弾圧したのがいわゆる安政の大獄である。
しかし、直弼が安政の大獄の報復として桜田門外の変で暗殺されると一橋派が復帰、南紀派の処罰が行われ、忠央と元真は強制隠居させられ（忠固はそれ以前に直弼と対立、蟄居させられ直弼より先に死去）、直弼の次男・直憲は10万石減封、慶喜と松平春嶽が将軍後見職、政事総裁職として復帰した。春嶽の弟で家茂の後見人の田安慶頼が官位を降格され、隠居したことも彼が南紀派だったからではないかとされている。